# Josée Lorsché
Josée Lorsché, née le 9 septembre 1961 à Dudelange (Luxembourg), est une institutrice et femme politique luxembourgeoise, membre du parti Les Verts (déi Gréng).

## Biographie

### Thèmes
Son travail d’institutrice et le mouvement antinucléaire des années 1980 ont mené Josée Lorsché à s’engager dans le domaine de la politique sociale et la politique environnementale. D’autres thèmes importants sont l’intégration de personnes handicapées, les soins aux personnes âgées, l’égalité des chances pour personnes homosexuelles et également l’égalité des sexes.

### Politique communale
Josée Lorsché était dans le conseil communal de Bettembourg depuis 2005. En 2011, elle est devenue échevine.

### Politique nationale
Le 6 juillet 2011, Josée Lorsché a prêté serment à la Chambre des députés, ou elle a remplacé Jean Huss. Elle a été réélue lors des élections du 20 octobre 2013 et du 14 octobre 2018.
Elle est présidente de la Commission du Développement durable et vice-présidente de la Commission de la Santé, de l’Égalité des chances et des Sports.

## Détail des mandats et fonctions

### Membre de la Chambre des Députés
- Députée depuis le 13/11/2013
- Députée du 06/07/2011 au 06/10/2013

### Fonctions
- Membre du Parti déi gréng depuis 1984
- Membre du groupe politique "déi gréng" depuis le 06/07/2011
- Membre de la Commission des Comptes depuis le 05/12/2013
- Présidente de la Commission du Développement durable depuis le 05/12/2013
- Vice-Présidente de la Commission de la Santé, de l'Egalité des chances et des Sports depuis le 05/12/2013
- Membre effectif de la Délégation luxembourgeoise à l'Assemblée parlementaire de l'Organisation pour la Sécurité et la Coopération en Europe (OSCE) depuis le 05/12/2013
- Membre effectif de la Délégation luxembourgeoise auprès du Conseil Parlementaire Interrégional (CPI) depuis le 05/12/2013
- Membre du Groupe interparlementaire du scoutisme depuis le 10/12/2013
- Membre de la Commission du Travail, de l'Emploi et de la Sécurité sociale (pour le volet Sécurité sociale) depuis le 14/10/2014
- Membre du Groupe de Travail "Conférence des Présidents des Commissions permanentes" depuis le 05/12/2013
- Membre effective de la Délégation luxembourgeoise auprès de l'Assemblée Interparlementaire Benelux depuis le 20/01/2015
- Membre de la Commission du Contrôle de l'exécution budgétaire depuis le 28/04/2016
- Membre de la Commission de l'Education nationale, de l'Enfance et de la Jeunesse (sauf pour le volet Formation professionnelle ) depuis le 17/04/2018

### Fonctions antérieures
- Membre effective de la Délégation luxembourgeoise auprès du Conseil Interparlementaire Consultatif de Benelux du 14/10/2014 au 19/01/2015
- Membre de la Commission juridique du 11/03/2014 au 16/04/2018
- Membre de la Commission de la Culture du 05/12/2013 au 10/03/2014
- Membre du Groupe interparlementaire du scoutisme du 06/07/2011 au 06/10/2013
- Membre effective auprès de Délégation luxembourgeoise auprès du Conseil Interparlementaire Consultatif de Benelux du 06/07/2011 au 06/10/2013
- Membre suppléante de la Délégation luxembourgeoise à l'Assemblée parlementaire de l'Organisation pour la Sécurité et la Coopération en Europe (OSCE) du 06/07/2011 au 06/10/2013
- Membre de la Commission de la Santé et de la Sécurité sociale (pour le volet Santé) du 06/07/2011 au 06/10/2013
- Membre de la Commission de la Famille, de la Jeunesse et de l'Egalité des chances (pour les volets Famille et Jeunesse) du 06/07/2011 au 06/10/2013
- Membre de la Commission de l'Education nationale, de la Formation professionnelle et des Sports (pour le volet Sports) du 06/07/2011 au 06/10/2013
- Membre de la Commission du Développement durable (pour le volet Travaux publics) du 06/07/2011 au 06/10/2013

### Mandats communaux et professions
- Echevine, Commune de Bettembourg depuis 11/2011
- Conseillère communale, Commune de Bettembourg du 22/11/2005 à 11/2011
- Institutrice de l'école fondamentale depuis le 15/09/1981